# 泥河镇 (庐江县)
泥河镇，是中华人民共和国安徽省合肥市庐江县下辖的一个乡镇级行政单位。

## 行政区划
泥河镇下辖以下地区：
泥河社区、沙溪社区、姚店村、月形村、洋河村、大岭村、瓦洋村、天井村、柴埠村、沙岗村、八里村、竹园村、盔头村、胜利村、泉西村、沙溪村和胜岗村。